# Rikki Wemega-Kwawu
Rikki Wemega-Kwawu (n. 3 de febrero en Sekondi, Ghana) es un pintor autodidacta que se dedica al arte contemporáneo desde 1981. 

## Trayectoria/ Biografía
Kwawau estudio en la Escuela de Skowhegan de Pintura y Escultura en Skowhegan, Maine. Ha participado en numerosas exposiciones colectivas y su obra se puede encontrar en todo el mundo en colecciones privadas y públicas, incluyendo la Artotheek holandés.
Wemega-Kwawu es, según sus propias palabras, "un pintor muy ecléctico, balanceando con facilidad entre temas pictóricos y abstracto, sin ningún escrúpulo".

El trabajo de Wemega-Kwawu se caracteriza por una síntesis del pasado y el presente. Se incorporan una gran cantidad de símbolos africanos antiguos en sus pinturas de gran formato.
Su pintura Saga Ashanti fue incluida en la exposición Artists Speak" en el San Diego Museum of Man, en la pantalla a partir de mayo de 2007. 

## Exhibiciones
- 2011 Just One - Sommerausstellung - ARTCO Galerie GmbH, Herzogenrath

	POSITIONEN - zeitgenössischer afrikanischer Künstler aus der Sammlung Kindermann - ARTCO Galerie GmbH, Herzogenrath 
- 2010 FINE ART 2010 - ARTCO Galerie GmbH, Herzogenrath

Welt in der Hand - Kunsthaus Dresden, Dresde
- 2009 FINE ART 2010 - ARTCO Galerie GmbH, Herzogenrath

	 Neues aus dem Westen - Junge Künstler aus Westafrika - ARTCO Galerie GmbH, Herzogenrath 
- 2008 Zeitgenössische Kunst aus Ghana - Haus der Völker, Schwaz

	DIALOGE - ARTCO Galerie GmbH, Herzogenrath 
- 2007 "AFRICA SELECT I" - ARTCO Galerie GmbH, Herzogenrath